# ジャイラス・ムーア
ジャイラス・ポーク・ムーア（Jairus Polk Moore、1847年11月27日 - 1935年2月7日）は、ドイツ改革派教会の宣教師である。モールとも表記される。
1847年にペンシルベニア州バックス郡パーケーシーにスコッチアイリッシュ系の父とドイツ系の母の2男5女の末子として生まれる。
1873年にペンシルバニア州ランカスターのフランクリン・アンド・マーシャル大学を卒業し、アンナ・アーノルドと結婚する。3年間師範学校の校長と高等学校の校長を務める。その後、オハイオ州ティフィン市ハイデルバーグ大学神学院で学ぶ。1878年に卒業して、ペンシルバニア州ミラースヴィル教会で5年間牧会をする。
1883年にドイツ改革派教会より、日本派遣宣教師に命じられる。9月23日に来日して、A・D・グリングと協力して東京伝道を行う。中島信行・俊子夫妻などを信仰に導く。そして、1885年に植村正久と協力して一番町教会(現、富士見町教会)を創立する。1886年には学習院で英語を半年教える。
1887年に仙台に移り、押川方義らの東北伝道に協力する。山形の山形英学校に招かれ、英語を教える。これが、山形六日町教会になる。
1889年夏、仙台に戻り東北学院神学部で教会史、神学などを教える。1893年には宮城女学校の校長になり、第二高等学校でも英語を教える。そこで、基督教青年会の創立もかかわる。
1910年アメリカに帰国する。帰国中に妻が死去する。翌年再来日し、1913年フェリス女学校の教員アンナ・デフォレスト・トンプソンと結婚し、仙台に定住し東北学院の運営と伝道に携わる。
1924年引退し、ペンシルベニア州ランズデールで死去する。